# Larissa (Mythologie)
Larissa (altgriechisch Λάρισσα Lárissa oder Λάρισα Lárisa) ist eine Gestalt der griechischen Mythologie, die mal als thessalische, mal als argivische Heroine überliefert wird.
In Argos ist sie Tochter des argivischen Königs Pelasgos und einer Nymphe. Als solche ist sie Namensgeberin für die argivische Burg Larissa und zweier Städte in Thessalien. Dort war sie mit Poseidon Mutter des Achaios, Phthios und Pelasgos, die später ins thessalische Haimonia auswanderten. 
In der thessalischen Variante gebar sie dem Poseidon die Söhne Phthios und Pelasgos, nachdem sie beim Ballspiel in den Fluss Peneios gefallen war.
Von einer Larisa aus dem kleinasiatischen Larisa am Hermos berichtet Strabon, dass sie vor der Hochzeit mit Kyzikos ihren Vater Piasos in einem Weinfass ertränkte, weil er sich an ihr vergriffen hatte.
Nach ihr wurde der fünfte Mond des Planeten Neptun benannt.